# Institut Dertosa
L'Institut «Dertosa» és un dels instituts de la ciutat de Tortosa, fundat l'any 1928. També és un edifici catalogat com a obra de caràcter històric del municipi de Tortosa (Baix Ebre) inclosa en l'Inventari del Patrimoni Arquitectònic de Catalunya.
Entre 1956 i el curs 2017-18 va portar el nom de Joaquim Bau. A partir però del curs 2018-19 va canviar-lo pel nom de la ciutat romana de Dertosa.
El centre imparteix els cursos d'ESO, Batxillerat (Ciència i tecnologia, amb 10 itineraris, Humanitats i ciències socials, amb 4 itineraris, i Arts) i alguns cicles formatius de Cuina i sala. A partir del curs 2020-2021 se converteix en un dels pocs instituts públics de Catalunya que ofereixen el Batxillerat Internacional

## Descripció
Se situa dins un recinte rectangular que fa cantonada amb l'Avinguda de l'Estadi i el camí dels Codonyers. L'edifici principal té la façana a l'Avinguda de l'Estadi al barri de Ferreries.
Consta de dos cossos adossats amb continuïtat a l'interior. El cos d'accés presenta planta baixa i quatre pisos, el lateral un pis menys. S'obren a l'exterior mitjançant galeries de finestrals rectangulars. Es va afegir un tercer cos a nivell de la façana, a l'esquerra de l'entrada, prefabricat.
Perpendicular a aquest sector principal hi ha una ala de dos pisos, al final de la qual un altre sector paral·lel al primer, determina un rectangle de tres costats al mig del qual es troba una pista d'esports. Aquests dos cossos posteriors són de planta i un pis. A la planta baixa del segon cos es troba el bar. Les classes, laboratoris i altres dependències es troben repartides per la resta de l'edifici. El material és maó, arrebossat o vist, i bigues de formigó o ferro. Teulada plana.

## Història
Data de les darreries dels anys seixanta del segle xx. El curs 1969-1970 es va inaugurar com a centre de batxillerat. El primer institut de batxillerat de Tortosa es fundà pels voltants de 1844. La manca d'alumnat i les dificultats econòmiques van fer que es tanqués el 1848. El 1863, la Reina Isabel autoritza l'obertura d'un segon institut on es podran impartir tots els estudis de segona ensenyança. Es creà així mateix una càtedra de dibuix lineal, ornament i figura. El fet que l'hagués de mantenir el municipi fa que el 1877 es torni a tancar.
Tortosa resta sense institut des de 1877 fins al 1928. En lloc seu hi ha dos centres privats. El 7 d'octubre de 1928 es creà el nou institut amb continuïtat fins avui. Les seus de l'institut han estat diverses. A part de l'actual, la més representativa ha estat l'antic seminari conciliar al carrer Montcada.